# Žehušice
Žehušice település Csehországban, a Kutná Hora-i járásban. Žehušice Horka I, Rohozec, Bílé Podolí, Chotusice és Vlačice településekkel határos. Lakosainak száma 884 fő (2024. január 1.).

## Népesség
A település lakosságának változását az alábbi diagram mutatja:
| Lakosok száma | 1332 | 1252 | 1061 | 765  | 609  | 578  | 780  | 789  | 827  | 884  |
|               | 1869 | 1890 | 1921 | 1950 | 1980 | 2001 | 2017 | 2019 | 2022 | 2024 |